# الرمامحة (لعڭاڭشة)
الرمامحة هي إحدى مشيخات المملكة المغربية، تتبع جغرافيا لإقليم سيدي بنور وإداريًا للعڭاڭشة. يقدر عدد سكانها بـ 11164 نسمة حسب الإحصاء الرسمي للسكان والسكنى لسنة 2004.